# Mariologija
Mariologija je grana bogoslovlja koja proučava život Blažene Djevice Marije i djela o njoj.
Pojam "mariologia" po prvi put uporabio je Placido Nigido početkom 17. stoljeća (Summa mariologiae, Palermo 1602.).
Poznati hrvatski mariolozi su Bartul Kašić, Lovro Grizogono, Ante Katalinić
 i Karlo Balić.